# Tripodanthus flagellaris
Tripodanthus flagellaris là một loài thực vật có hoa trong họ Loranthaceae. Loài này được (Cham. & Schltdl.) Tiegh. miêu tả khoa học đầu tiên năm 1895.